# Nockhof
L'auberge de Nockhof est un refuge de montagne sur le Saile, dans le territoire de la commune de Mutters.

## Histoire
Le village de Nockhöfe apparaît sur les cartes au XVIIIe siècle. Au début du XIXe siècle, en raison de sa source thermale, le village connaît une activité touristique, un hébergement existe en 1842.
Il est une station du Muttereralmbahn.
Une chapelle est construite dans la seconde moitié du XIXe siècle. Elle est consacrée à Marie et aujourd'hui aussi à Léonard. La chapelle est un bâtiment classé.

## Sites à proximité
Refuges
- Refuge Adolf-Pichler (1 977 m)
- Schlicker Alm (1 616 m)
- Götzner Alm (1 542 m)
- Mutterer Alm (1 608 m)
- Refuge du Birgitzköpfl (2 037 m)
- Birgitzer Alm (1 808 m)

Sommets
Le refuge est le point de départ pour les itinéraires suivants :
- Hoadl (2 340 m)
- Saile (Nockspitze) (2 403 m)
- Ampferstein (2 556 m)
- Marchreisenspitze (2 620 m)
- Pfriemeswand (2 103 m)
- Spitzmandl (2 206 m)
- Birgitzköpfl (1 982 m)

Le sentier forestier vers le Birgitzer Alm est aussi un itinéraire de vélo de montagne populaire.